# Scaphojoeropsis multicarinata
Scaphojoeropsis multicarinata är en kräftdjursart som beskrevs av Just 200. Scaphojoeropsis multicarinata ingår i släktet Scaphojoeropsis och familjen Joeropsididae. Inga underarter finns listade i Catalogue of Life.